# 芦田晃輔
芦田 晃輔（あしだ こうすけ、1971年（昭和46年）10月12日 - ）は、日本の銀行家。秋田銀行代表取締役頭取。

## 来歴・人物
秋田県出身。1994年、新潟大学経済学部卒業後、秋田銀行に入行。
能代南支店長、執行役員人事部長、取締役執行役員人事部長、取締役専務執行役員などを歴任。
2024年6月、同行で歴代最年少となる52歳で頭取に就任した。就任内定の会見で芦田は、「地域の金融機関として信頼信用を守りながら、秋田銀行をつくり変えるぐらいの気持ちで経営に取り組む」と述べた。

## 経歴
- 1994年4月 - 新潟大学経済学部卒業後、秋田銀行入行[3]。
- 2012年
  - 4月 - 同行経営企画部上席副長[3]。
  - 6月 - 同行郡山支店次長[3]。
- 2014年6月 - 同行能代南支店長[3]。
- 2016年6月 - 同行経営企画部次長[3]。
- 2017年6月 - 同行経営企画部次長兼業務改革室長[3]。
- 2019年
  - 4月 - 同行経営企画部副部長兼業務改革室長[3]。
  - 6月 - 同行執行役員人事部長[3]。
- 2020年6月 - 同行取締役執行役員人事部長[3]。
- 2021年6月 - 同行取締役常務執行役員経営企画部長兼デジタル戦略室長[3]。
- 2022年6月 - 同行取締役常務執行役員経営企画部長兼デジタル戦略室長兼サステナビリティ推進室長[3]。
- 2023年6月 - 同行取締役専務執行役員[3]。
- 2024年6月 - 同行代表取締役頭取[3]。